# Burj Qatar
El Burj Qatar (en árabe: قطر برج), también conocido como Doha Tower (en árabe: برج دوحة), es un rascacielos situado en West Bay, Doha, Catar. Este edificio de oficinas, diseñado por el arquitecto francés Jean Nouvel, tiene una altura de 238 m y 46 plantas. El Consejo de Edificios Altos y Hábitat Urbano, con sede en Chicago, lo reconoció como el mejor edificio alto de Oriente Medio y África del Norte en 2012, destacando la manera en la que usa "antiguos patrones islámicos" en su fachada.

## Descripción
El edificio costó $125 millones, tiene 238 m de altura y 46 plantas. El núcleo de servicios está ligeramente descentrado para maximizar el espacio interior y la flexibilidad de uso.
Su forma recuerda a la Torre Agbar de Barcelona, también de Jean Nouvel, que sirvió como inspiración conceptual para el Burj Qatar. La fachada del Burj Qatar se diseñó para las condiciones locales: los brise soleil "se construyeron con patrones de varias capas que recuerdan antiguas pantallas islámicas diseñadas para proteger a los edificios del sol."
Su diseño es único porque fue el primer rascacielos con columnas internas diagrid de hormigón armado, que forman cruces que conectan con la llamativa fachada cilíndrica. El diseño del edificio expresa la cultura local, conectando la arquitectura moderna con los antiguos diseños islámicos (Mashrabiya). 
El alemán Lindner Group proporcionó el sistema NORTEC de suelo técnico para la torre. Los paneles del suelo, de sulfato de calcio, tienen dimensiones de 500 x 500 mm y se aplican con una cubierta especial resistente a los arañazos hecha de láminas de acero galvanizado. Esta cubierta es un diseño exclusivo de Lindner. El edificio está coronado por una aguja.

## Premios y reconocimiento
El Consejo de Edificios Altos y Hábitat Urbano lo nombró el mejor rascacielos de Oriente Medio y el Norte de África en 2012, destacando la manera en la que usa "antiguos patrones islámicos" en su diseño cilíndrico.
En los quintos Premios de Arquitectura de Oriente Medio de 2012, el Burj Qatar recibió el premio al "Mejor Proyecto del Año". En esta ocasión, se regaló a Jean Nouvel una maqueta de la torre.